# 鋅缺乏
鋅缺乏（英語：Zinc deficiency）可能是指體內的锌不夠提供身體所需，也可能是指血清中的鋅含量過低。不過只有在長期鋅缺乏或是嚴重鋅缺乏的情形下，才能看到血清中的鋅含量降低，因此在鋅濃度分析上，不是可靠的生物标记 。常見的症狀包括腹瀉次數的增加。鋅缺乏會影響皮膚及腸胃道、大腦及中樞神經系統、免疫系統、骨骼以及生殖系統。
人類的鋅缺乏可能是因為攝取量不足、體內無法吸收、流失量過多，或是身體使用量增加。最常見的原因是攝取量不足。美國的参考膳食摄入量（RDA）是女性每天8 mg，男性每天11 mg。
日常飲食中，鋅含量最高的有牡蠣、肉類、豆类及堅果。增加土壤中的鋅含量，進而增加作物及動物中的鋅含量可能是有效的預防對策。全世界有20億人患有鋅缺乏。

## 延伸閱讀
- Maret W. . Banci L  (编). . Metal Ions in Life Sciences 12. Springer. 2013: 479–501. ISBN 978-94-007-5560-4. ISSN 1559-0836. PMID 23595681. doi:10.1007/978-94-007-5561-1_14.

## 外部連結
- International Zinc Association (IZA)
- HarvestZinc: HarvestPlus Zinc Fertilizer Project （页面存档备份，存于）
- Proceedings from the Zinc Crops Conference on Improving Crop Production and Human Health, Istanbul, Turkey, 24–26 May 2007
- CIMMYT Solving the Zinc Problem from Field to Food
- Zinc in Soils and Crop Nutrition, International Zinc Association
- Fertilizers, Nutrition and Human Health